# Tommy Paul
Tommy Paul (Voorhees, 17 maggio 1997) è un tennista statunitense.
In singolare vanta quattro titoli nel circuito maggiore, tra cui l’ATP 500 dei Queen's Club Championships 2024 e nei tornei del Grande Slam il suo miglior risultato è stata la semifinale agli Australian Open 2023. Il suo miglior piazzamento nel ranking ATP è l'8ª posizione raggiunta nel giugno 2025. In doppio non è andato oltre la 97ª e ha conquistato la medaglia di bronzo ai Giochi olimpici di Parigi 2024. Ha fatto il suo esordio nella squadra statunitense di Coppa Davis nel 2020. Tra gli juniores è stato il nº 3 del mondo dopo aver vinto in singolare il Roland Garros 2015.

## Carriera

### Juniores
Gioca nell'ITF Junior Circuit tra il novembre 2010 e il settembre 2015 e nel 2012 vince il primo titolo in un torneo statunitense di doppio di categoria Grade 4. L'anno dopo fa parte della squadra statunitense che gioca la fase finale di Coppa Davis Junior, viene schierato sia in doppio che in singolare e gli Stati Uniti non vanno oltre la finale per il 5º e 6º posto, persa contro la Russia. Nel dicembre 2014 viene sconfitto in semifinale di doppio al prestigioso Orange Bowl.
Nel giugno 2015 supera in tre set Taylor Fritz nella finale juniores del Roland Garros, conquistando il suo titolo più prestigioso del periodo juniores. In coppia con William Blumberg raggiunge la finale anche nel torneo di doppio dello Slam parigino e vengono sconfitti da Alvaro Lopez San Martin / Jaume Munar. Eliminato nei quarti di finale sia in singolare che in doppio al Torneo di Wimbledon, a settembre disputa il suo ultimo torneo juniores agli US Open, arriva in finale e ritrova Fritz, che si prende la rivincita del Roland Garros e lo sconfigge in tre set. Il successivo 9 dicembre Paul raggiunge il 3º posto nella classifica mondiale di categoria. Chiude l'esperienza nel circuito juniores dopo aver vinto in totale tre titoli in singolare e quattro in doppio.

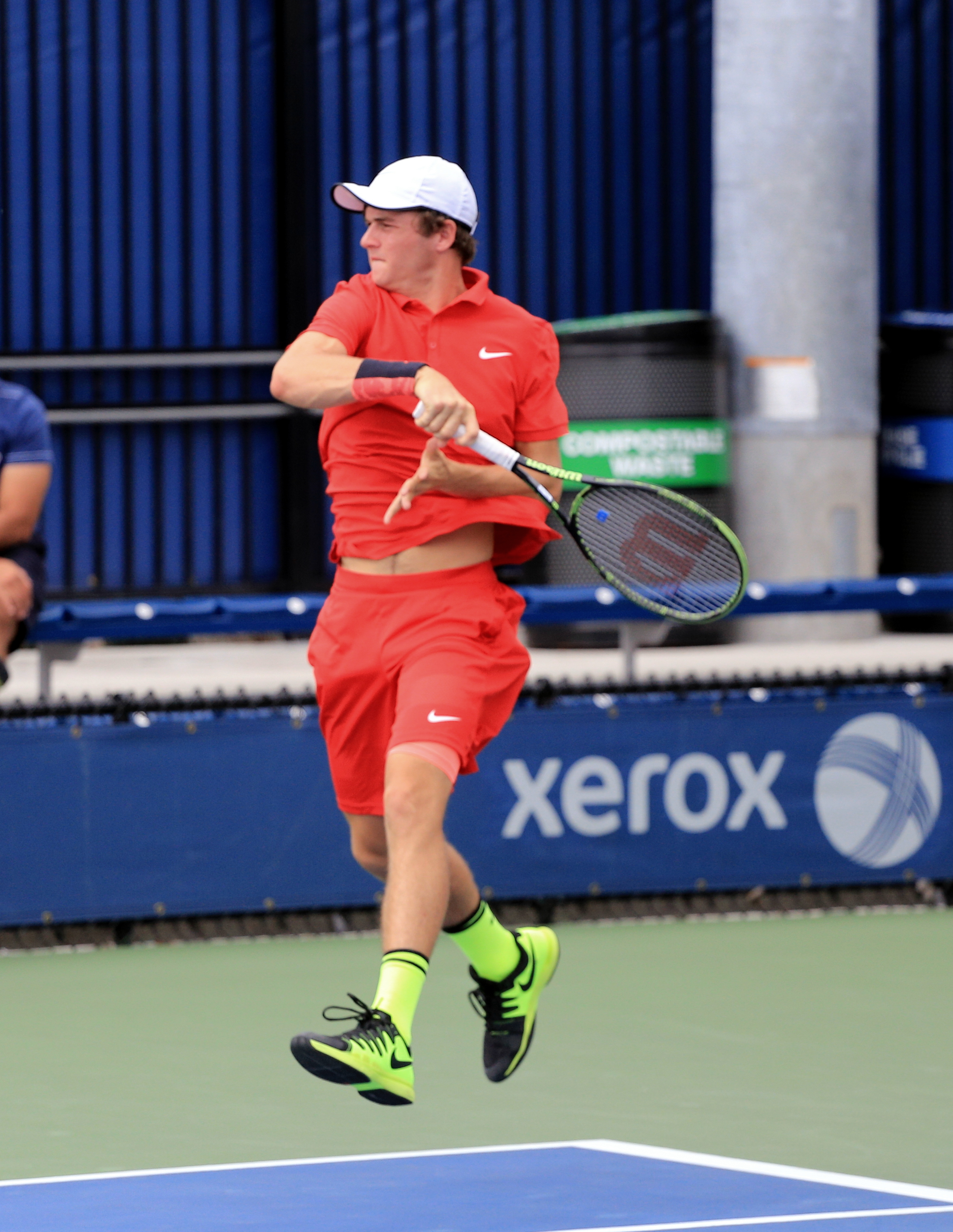
Tommy Paul agli US Open juniores 2015

### 2014-2015, inizi tra i professionisti, primo titolo ITF e debutto agli US Open
Fa il suo esordio tra i professionisti nell'aprile 2014 al torneo ITF Futures USA F12 e vince i primi incontri sia in singolare che in doppio. Nonostante gli impegni nel circuito juniores, nel primo periodo gioca diversi tornei e nell'aprile 2015 entra per la prima volta nel tabellone principale di un torneo Challenger a Savannah, al primo turno sconfigge il nº 101 del ranking ATP Ruben Bemelmans e viene eliminato da Bjorn Fratangelo. In maggio alza il primo trofeo da professionista sconfiggendo Albert Alcaraz Ivorra nella finale del torneo Spain F13. Quello stesso mese vince in Italia il suo secondo torneo ITF; in agosto supera per la prima volta le qualificazioni di un torneo del circuito maggiore agli US Open e al primo turno viene eliminato da Andreas Seppi. A novembre disputa la prima finale Challenger a Charlottesville, viene sconfitto da Noah Rubin e a fine torneo entra per la prima volta nella top 300 del ranking.

### 2016, top 200 del ranking
All'inizio del 2016 vince in singolare altri due tornei ITF e inizia quindi a giocare con maggiore continuità nel circuito maggiore. Si qualifica per la prima volta nel tabellone principale di un torneo dell'ATP Tour 500 ad Acapulco e di un Masters 1000 a Miami, viene sconfitto in entrambi i casi al primo turno e dopo il torneo di Miami fa il suo ingresso nella top 200. Ad aprile entra con una wild-card nel tabellone principale del torneo di Houston, vince il suo primo incontro nel circuito maggiore sconfiggendo per la prima volta un top 100, il n° 53 Paolo Lorenzi, e al secondo turno cede in tre set a Chung Hyeon; risultati con cui porta il best ranking alla 191ª posizione. Nel prosieguo della stagione non vince altri incontri nel circuito maggiore, in particolare viene eliminato nelle qualificazioni al Roland Garros, a Wimbledon e agli US Open, e nei tornei Challenger raggiunge due volte i quarti di finale.

### 2017, crollo nel ranking e risalita

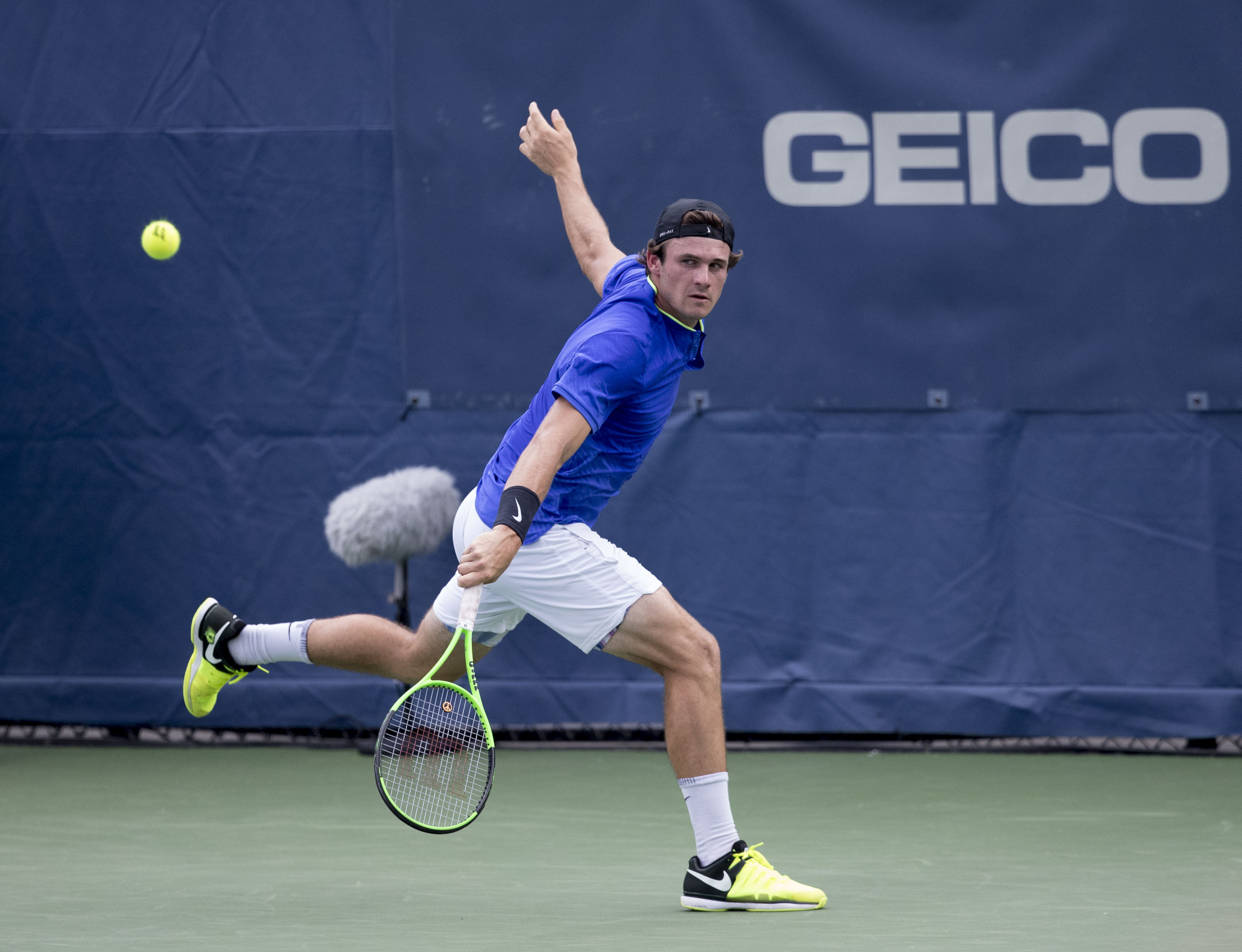
Tommy Paul a Washington nel 2017

La crisi di risultati continua nella prima parte del 2017, il torneo ITF vinto in febbraio non è sufficiente a frenare la discesa nel ranking e in aprile si trova alla posizione nº 405. Dà segnali di ripresa a inizio estate raggiungendo una finale ITF e una semifinale Challenger. A luglio supera le qualifiche all'ATP 250 di Atlanta, sconfigge quindi in tre set il n° 53 ATP Chung Hyeon e Malek Jaziri, accede così al suo primo quarto di finale del circuito ATP e viene battuto dalla testa di serie nº 3 Gilles Müller. Entra con una wild card nel tabellone del successivo ATP 500 di Washington, elimina al primo turno Casper Ruud e ottiene poi la più prestigiosa vittoria di inizio carriera sconfiggendo il nº 17 ATP Lucas Pouille. Al terzo turno si prende la rivincita su Gilles Müller e al suo primo quarto di finale in un ATP 500 viene eliminato da Kei Nishikori. Rientrato nella top 200, in agosto vince a Cincinnati il primo incontro in un Masters 1000 battendo Donald Young e al primo turno degli US Open cede al quinto set a Tarō Daniel. Con una serie di discreti risultati nei Challenger, in novembre porta il best ranking alla 151ª posizione.

### 2018, primi titoli Challenger e infortunio al gomito
A inizio stagione vince il suo primo titolo Challenger nel torneo di doppio a Playford, in coppia con Mackenzie McDonald ha la meglio in finale su Maverick Banes / Jason Kubler. Eliminato al secondo incontro delle qualificazioni alla sua prima esperienza all'Australian Open, un infortunio al gomito lo costringe a stare lontano dal circuito per circa cinque mesi. Torna a giocare in giugno e viene sconfitto nella finale di un torneo ITF, nel periodo successivo non va oltre il secondo turno nei tornei ATP e i quarti nei Challenger e si riscatta in settembre vincendo il Challenger di doppio a Columbus.  A novembre conquista a Charlottesville il primo titolo Challenger in singolare in carriera con il successo in finale su Peter Polansky. Il risultato lo riporta a ridosso della top 200 del ranking dopo che ad agosto si era trovato in 392ª posizione.

### 2019, tre titoli Challenger e top 100
Un infortunio alla gamba patito dopo l'eliminazione nelle qualificazioni agli Australian Open 2019 lo tiene fermo quasi tre mesi. Rientra ad aprile e vince a Sarasota il suo secondo titolo Challenger in singolare battendo in finale Tennys Sandgren. Con la finale persa nel successivo Challenger di Tallahassee porta il best ranking alla 143ª posizione e lo migliora ulteriormente nel periodo successivo. Al suo esordio assoluto al Roland Garros perde al primo turno contro Dominic Thiem, sfiora quindi la qualificazione a Wimbledon con la sconfitta subita nel turno decisivo contro Jiri Vesely. Dopo il secondo turno raggiunto a Washington e al Masters 1000 di Montréal, non supera le qualificazioni agli US Open. A settembre entra per la prima volta nella top 100 dopo aver vinto il secondo titolo Challenger dell'anno a New Haven, sconfiggendo in finale Marcos Giron. Si ripete a fine mese al Tiburon Challenger, dove ha la meglio in finale su Thanasi Kokkinakis e una settimana dopo si trova al 79º posto mondiale.

### 2020, prima semifinale ATP, esordio in Coppa Davis e 54º nel ranking
A partire dal 2020 gioca esclusivamente nei tornei del circuito maggiore e all'esordio stagionale raggiunge nel torneo di Adelaide la sua prima semifinale ATP; dopo aver superato le qualificazioni, nel tabellone principale sconfigge senza perdere alcun set Aljaz Bedene, Pablo Cuevas e Albert Ramos Viñolas, tutti giocatori che lo precedono nel ranking, e viene eliminato in tre set da Lloyd Harris. Ai successivi Australian Open vince i suoi primi incontri in una prova dello Slam eliminando prima Leonardo Mayer e al secondo turno il nº 20 ATP Grigor Dimitrov, sconfitto al quinto set dopo 4 ore e 19 minuti di gioco e dopo che il bulgaro aveva avuto il servizio a disposizione sul 5-4 in proprio favore nel parziale decisivo. Viene eliminato al terzo turno da Márton Fucsovics e a fine torneo sale alla 70ª posizione del ranking. Si migliora ulteriormente con il secondo turno di Delray Beach e soprattutto dopo i quarti di finale raggiunti ad Acapulco, dove nel turno precedente batte per la prima volta un top 10, il nº 7 Alexander Zverev, e viene eliminato da John Isner. La settimana successiva fa il suo esordio nella squadra statunitense di Coppa Davis in occasione della sfida vinta 4-0 contro l'Uzbekistan, viene schierato a risultato acquisito e concede tre soli giochi a Denis Istomin.
Ha quindi inizio la lunga pausa del tennis mondiale per la pandemia di COVID-19, rientra in agosto e dopo alcuni risultati negativi – tra i quali l'eliminazione al primo turno agli US Open e agli Internazionali d'Italia – torna a risalire la classifica con i secondi turni raggiunti ad Amburgo, al Roland Garros, al Sardegna Open e al Masters di Parigi, oltre ai quarti di finale a Nur-Sultan. Chiude la stagione con il nuovo best ranking alla 54ª posizione mondiale. Al Roland Garros consegue il miglior risultato in doppio da professionista spingendosi fino ai quarti in coppia con Nicholas Monroe, eliminano tra gli altri le teste di serie nº 4 Łukasz Kubot / Marcelo Melo e cedono in due set a Wesley Koolhof / Nikola Mektić; questi risultati gli consentono di guadagnare 254 posizioni nel ranking di doppio e arrivare alla 164ª.

### 2021, primo titolo ATP e top 50
Esce al secondo turno anche nei primi impegni stagionali del 2021 a Delray Beach, al Melbourne 1 e agli Australian Open, dove al primo turno elimina il nº 40 ATP Nikoloz Basilašvili. A Rotterdam sconfigge Lorenzo Sonego e Aleksandr Bublik e al terzo turno viene eliminato da Márton Fucsovics. Dopo tre sconfitte al primo turno, raggiunge il secondo turno a Monte Carlo e a Madrid e il terzo a Roma. Nella prima parte della stagione ottiene alcuni discreti risultati in doppio e in maggio porta il best ranking di specialità al 150º posto. Torna a disputare una semifinale a Parma e viene sconfitto dall'emergente Sebastian Korda. Al secondo turno del Roland Garros strappa un set al nº 2 del mondo Daniil Medvedev e a fine torneo entra per la prima volta nella top 50.
Costretto a rinunciare a Wimbledon a causa di un infortunio, si ripresenta dopo quasi due mesi di pausa per fare il suo debutto olimpico ai Giochi di Tokyo, il sorteggio lo mette di fronte al primo turno alla rivelazione stagionale Aslan Karacev, che gli concede cinque soli giochi. Esce di scena al secondo turno in entrambi i Masters 1000 di Toronto e Cincinnati, mentre agli US Open perde al primo turno contro Roberto Carballés Baena. Torna a mettersi in luce all'Indian Wells Masters, disputato in via eccezionale a ottobre, con la sorprendente vittoria al terzo turno sul nº 5 del mondo Andrej Rublëv e viene eliminato negli ottavi da Cameron Norrie. Sconfitto al secondo turno nei tre tornei successivi, chiude la stagione aggiudicandosi il primo titolo ATP a Stoccolma; dopo le vittorie su Taylor Fritz, Andy Murray e in semifinale su Frances Tiafoe, sconfigge in finale il nº 16 ATP Denis Shapovalov con il punteggio di 6-4, 2-6, 6-4. Il successo gli permette di portare il best ranking alla 43ª posizione.

### 2022, una semifinale ATP e top 30
Sale ulteriormente in classifica nella prima parte del 2022, raggiunge i quarti di finale sia all'Adelaide 1 – dove viene eliminato da Gaël Monfils che vincerà il titolo – che all'Adelaide 2, nel quale cede a Marin Čilić. Nel primo torneo di Adelaide si spinge fino ai quarti di finale in doppio. Eliminato al secondo turno agli Australian Open, a Delray Beach perde in semifinale contro Cameron Norrie e sale al 39º posto mondiale. Esce nei quarti ad Acapulco per mano di Rafael Nadal. Al secondo turno di Indian Wells sconfigge il nº 3 del mondo Alexander Zverev e viene poi eliminato da Alex de Minaur; nel torneo di doppio arriva ai quarti di finale con Taylor Fritz, dopo aver eliminato gli specialisti Cabal / Farah. Esce al terzo turno in singolare anche a Miami, dopo i successi su Bonzi e Chačanov viene sconfitto da Fritz, e la settimana successiva porta il best ranking alla 33ª posizione. Raccoglie soprattutto sconfitte nei tornei che seguono, tra le uscite al primo turno vi sono quelle di Madrid e del Roland Garros, mentre si ferma al secondo turno a Roma. Nel torneo di doppio del Roland Garros arriva al terzo turno con Mackenzie McDonald.
Raggiunge i quarti di finale sull'erba del Queen's e di Eastbourne, tornei nei quali consegue importanti successi contro Denis Shapovalov e Jannik Sinner; arriva inoltre in semifinale in doppio con Taylor Fritz al Queen's. Disputa per la prima volta il quarto turno in una prova del Grande Slam al torneo di Wimbledon. Inizia la stagione estiva sul cemento ad Atlanta e raggiunge i quarti sia in singolare che in doppio, risultato con cui entra per la prima volta nella top 100 del ranking di doppio. Al secondo turno del Masters di Montreal supera a sorpresa il nº 4 del mondo Carlos Alcaraz, ha quindi la meglio su Marin Čilić ed esce nei quarti per mano di Daniel Evans. Dopo il secondo turno a Cincinnati raggiunge per la prima volta in carriera il terzo turno agli US Open e viene eliminato al quinto set da Casper Ruud, che arriverà in finale. In questo periodo sale al 28º posto in singolare e al 97º in doppio, nuovi best ranking. Vince due dei tre singolari disputati nella fase a gironi delle finali di Coppa Davis e gli Stati Uniti accedono ai quarti. Di rilievo a fine stagione i quarti di finale raggiunti a Gijón e soprattutto al Paris Masters, dove elimina nell'ordine Roberto Bautista Agut, il nº 2 del mondo Rafael Nadal, Pablo Carreño Busta e cede in due set a Stefanos Tsitsipas. Non prende parte alla sfida dei quarti di Davis persa contro l'Italia.

### 2023, semifinale agli Australian Open, due finali ATP e 12º del ranking
Consegue il risultato più prestigioso negli Slam da inizio carriera raggiungendo la semifinale agli Australian Open, sconfigge nell'ordine Struff, Davidovich Fokina, Bautista Agut, Brooksby e nei quarti Shelton, e viene eliminato in 3 set da Djokovic che vincerà il titolo. A fine torneo Paul entra per la prima volta nella top 20 e a febbraio sale alla 18ª posizione mondiale. Torna a disputare una finale del circuito maggiore all'ATP 500 di Acapulco, elimina in semifinale il nº 5 del mondo Taylor Fritz e viene sconfitto da Alex de Minaur con il punteggio di 6-3, 4-6, 1-6. Al quarto turno di Indian Wells viene sconfitto al tie-break del set decisivo da Félix Auger-Aliassime dopo aver eliminato il nº 11 del mondo Hubert Hurkacz. Esce al quarto turno anche a Miami per mano di Carlos Alcaraz e nel torneo di doppio si spinge fino ai quarti con Ben Shelton.
Nonostante rinunci ai tornei di Monte Carlo e Barcellona, tre settimane dopo Miami porta il best ranking di singolare alla 17ª posizione. Esce al turno di esordio al suo primo impegno stagionale in Europa su terra battuta al Masters di Madrid e perde la finale contro Andy Murray al successivo Challenger 175 di Aix-en-Provence. Sconfitto al primo turno anche agli Internazionali d'Italia e al secondo al Roland Garros e a Stoccarda, il 1º luglio perde la finale sull'erba di Eastbourne contro Francisco Cerúndolo, che si impone per 6-4, 1-6, 6-4. A Wimbledon si spinge fino al terzo turno e perde al quinto set contro Jiří Lehečka, mentre esce di scena nei quarti a Newport e a Los Cabos.
Disputa la sua prima semifinale in un Masters 1000 a Toronto, dove elimina tra gli altri Francisco Cerúndolo e soprattutto per il secondo anno consecutivo Carlos Alcaraz, nella sua prima vittoria contro un nº 1 del mondo. L'accesso alla finale gli viene negato da Jannik Sinner, che si impone con un doppio 6-4; la sua prestazione garantisce Paul la 13ª posizione. A Cincinnati cede al terzo set negli ottavi ad Alcaraz, che si prende la rivincita del Canada. Si spinge per la prima volta fino al quarto turno agli US Open con i successi su Safiullin e Davidovich Fokina, viene eliminato dall'emergente Ben Shelton in quattro set e sale al 12º posto mondiale. Nonostante perda entrambi i singolari giocati nella fase a gironi delle finali di Coppa Davis, gli Stati Uniti accedono ai quarti di finale. Contribuisce al successo del World Team in Laver Cup con una vittoria in doppio a fronte di una sconfitta in singolare. I migliori risultati di fine stagione sono gli ottavi raggiunti allo Shanghai Masters e i quarti ai Japan Open Tennis Championships.

### 2024, tre titoli ATP e quarti di finale a Wimbledon
Deluso per la sconfitta contro Miomir Kecmanovic al terzo turno degli Australian Open, si riscatta vincendo al Dallas Open il suo secondo titolo ATP in carriera: concede sei soli giochi in semifinale a Ben Shelton e in finale ha la meglio su Marcos Giron per 7-6, 5-7, 6-3. Raggiunge la finale anche al successivo torneo di Delray Beach e viene sconfitto in due set da Taylor Fritz dopo il successo in semifinale su Frances Tiafoe. Con la vittoria nei quarti sul top 10 Casper Ruud, accede alla semifinale dell'Indian Wells Open e viene eliminato da Daniil Medvedev dopo aver dominato il primo set. Costretto al ritiro per l'infortunio a una caviglia durante l'incontro di esordio al Miami Open, deve rinunciare ai primi tornei europei su terra battuta.
Rientra dopo oltre un mese al Madrid Open e viene eliminato al terzo turno. Agli Internazionali d'Italia raggiunge per la prima volta i quarti in un Masters 1000 su terra battuta con la vittoria sul nº 4 del mondo e campione uscente Daniil Medvedev, al quale concede solo cinque giochi. Supera anche il nº 9 ATP Hubert Hurkacz e perde in tre set la semifinale contro Nicolas Jarry. Raggiunge per la prima volta il terzo turno al Roland Garros e cede in quattro set a Francisco Cerúndolo. Ai Queen's Club Championships conquista il primo titolo sull'erba e in un torneo ATP 500, sconfigge tutti giocatori nelle prime 31 posizioni del ranking, nell'ordine Báez, Tabilo, Draper – contro il quale perde l'unico set di tutto il torneo – Korda e in finale ha la meglio su Musetti per 6-1, 7-6.
Anche a Wimbledon consegue il miglior risultato da inizio carriera spingendosi fino ai quarti, elimina tra gli altri Aleksandr Bublik e viene sconfitto in quattro set dal vincitore del torneo Carlos Alcaraz. Disputa quindi per la seconda volta le Olimpiadi ai Giochi di Parigi, perde di nuovo contro Alcaraz nei quarti e vince la medaglia di bronzo in doppio con Taylor Fritz. Delude nei Masters 1000 del Canadian Open e del Cincinnati Open e viene sconfitto dal nº 1 del mondo Sinner al quarto turno degli US Open. Nella tournée asiatica perde contro Tomáš Macháč sia al secondo turno a Tokyo che al quarto turno a Shanghai. Torna a vincere lo Stockholm Open con il successo in finale su Grigor Dimitrov per 6-4, 6-3 e chiude la stagione al 12º posto.

### 2025, quarti di finale agli Australian Open e al Roland Garros, 8º nel ranking
Porta il miglior ranking all'11º posto con la semifinale persa all'Adelaide International e sale al 9º con i quarti di finale disputati agli Australian Open, persi contro Alexander Zverev al quarto set. Cede in semifinale al Dallas Open contro il vincitore del torneo Denis Shapovalov ed esce dalla top 10 dopo essere stato costretto a dare forfait al secondo turno dell'ATP 500 di Acapulco. Eliminato al quarto turno all'Indian Wells Open e al terzo al Miami Open, perde in semifinale al tie-break del terzo set contro il vincitore del torneo Jenson Brooksby all'ATP di Houston. Sconfitto da Jack Draper al quarto turno del Madrid Open, agli Internazionali d'Italia elimina il top 20 Tomas Machac e il top 10 Alex de Minaur e cede in semifinale al terzo set contro Jannik Sinner. Per la prima volta raggiunge i quarti al Roland Garros e porta il miglior ranking all'8ª posizione mondiale. A causa di un infortunio rinuncia a difendere il titolo vinto l'anno prima ai Queen's Club Championships, ed esce dalla top 10. Torna in campo all'Eastbourne International, ma dopo il bye perde agli ottavi di finale contro Daniel Evans al terzo set. Debutta al Torneo di Wimbledon con una vittoria contro la wild card locale Johannus Monday, ed esce a sorpresa al secondo turno contro il numero 165 del ranking Sebastian Ofner. Al termine del torneo scende al 16° posto della classifica mondiale.

## Caratteristiche tecniche
Possiede un forte diritto di attacco e un rovescio molto compatto ed efficace, un solido gioco di gambe a fondo campo e rapidità di discesa a rete e un servizio che supporta il tutto. Attributi che gli hanno permesso di avere successo su cemento ed erba, superfici che predilige.

## Sponsor ed equipaggiamento
Tommy Paul è rappresentato dall'agenzia Team8 fondata dall'ex-tennista Roger Federer.

## Statistiche

### Singolare

#### Vittorie (4)
| Legenda              |
| Grande Slam (0)      |
| ATP Finals (0)       |
| ATP Masters 1000 (0) |
| ATP Tour 500 (1)     |
| ATP Tour 250 (3)     |

| N. | Data             | Torneo                             | Superficie  | Avversari in finale | Punteggio      |
| 1. | 13 novembre 2021 | Stockholm Open, Stoccolma          | Cemento (i) | Denis Shapovalov    | 6–4, 2–6, 6–4  |
| 2. | 11 febbraio 2024 | Dallas Open, Dallas                | Cemento (i) | Marcos Giron        | 7–63, 5–7, 6–3 |
| 3. | 23 giugno 2024   | Queen's Club Championships, Londra | Erba        | Lorenzo Musetti     | 6–1, 7–6(8)    |
| 4. | 20 ottobre 2024  | Stockholm Open, Stoccolma (2)      | Cemento (i) | Grigor Dimitrov     | 6–4, 6–3       |

#### Finali perse (3)
| Legenda              |
| Grande Slam (0)      |
| ATP Finals (0)       |
| ATP Masters 1000 (0) |
| ATP Tour 500 (1)     |
| ATP Tour 250 (2)     |

| N. | Data             | Torneo                               | Superficie | Avversari in finale | Punteggio     |
| 1. | 4 marzo 2023     | Open del Messico, Acapulco           | Cemento    | Alex de Minaur      | 6–3, 4–6, 1–6 |
| 2. | 1º luglio 2023   | Eastbourne International, Eastbourne | Erba       | Francisco Cerúndolo | 4–6, 6–1, 4–6 |
| 3. | 19 febbraio 2024 | Delray Beach Open, Delray Beach      | Cemento    | Taylor Fritz        | 2–6, 3–6      |

### Grande Slam Juniores

#### Singolare

##### Vittorie (1)
| Tornei del Grande Slam  |
| ----------------------- |
| Australian Open (0)     |
| Open di Francia (1)     |
| Torneo di Wimbledon (0) |
| US Open (0)             |

| N. | Data | Torneo                  | Superficie  | Avversario in finale | Punteggio        |
| 1. | 2015 | Open di Francia, Parigi | Terra rossa | Taylor Fritz         | 7–6(4), 2–6, 6–2 |

##### Finali perse (1)
| Tornei del Grande Slam  |
| ----------------------- |
| Australian Open (0)     |
| Open di Francia (0)     |
| Torneo di Wimbledon (0) |
| US Open (1)             |

| N. | Data | Torneo            | Superficie | Avversario in finale | Punteggio         |
| 1. | 2015 | US Open, New York | Cemento    | Taylor Fritz         | 2–6, 7–6 (4), 2–6 |

#### Doppio

##### Finali perse (1)
| Tornei del Grande Slam  |
| ----------------------- |
| Australian Open (0)     |
| Open di Francia (1)     |
| Torneo di Wimbledon (0) |
| US Open (0)             |

| N. | Data | Torneo                  | Superficie  | Compagno         | Avversari in finale                 | Punteggio |
| 1. | 2015 | Open di Francia, Parigi | Terra rossa | William Blumberg | Álvaro López San Martín Jaume Munar | 4–6, 2–6  |

### Tornei minori

#### Singolare

##### Vittorie (10)
| Legenda        |
| Challenger (4) |
| Futures (6)    |

| N.  | Data           | Torneo                                                | Superficie  | Avversario in finale  | Punteggio        |
| 1.  | maggio 2015    | Spain F13, Valldoreix                                 | Terra rossa | Albert Alcaraz Ivorra | 2–6, 6–4, 6–4    |
| 2.  | maggio 2015    | Italy F11, Lecco                                      | Terra rossa | Lorenzo Sonego        | 6–1, 6–4         |
| 3.  | gennaio 2016   | USA F3, Plantation                                    | Terra rossa | Adrien Puget          | 7–6(4), 6–0      |
| 4.  | gennaio 2016   | USA F4, Sunrise                                       | Terra rossa | Adrien Puget          | 6–4, 3–6, 6–3    |
| 5.  | febbraio 2017  | USA F6, Palm Coast                                    | Terra rossa | Renta Tokuda          | 6–3, 4–6, 6–3    |
| 6.  | gennaio 2017   | USA F19, Winston-Salem                                | Cemento     | Christopher Eubanks   | 6–4, 6–4         |
| 7.  | novembre 2018  | Charlottesville Men's Pro Challenger, Charlottesville | Cemento (i) | Peter Polansky        | 6–2, 6–2         |
| 8.  | aprile 2019    | Sarasota Open, Sarasota                               | Terra verde | Tennys Sandgren       | 6–3, 6–4         |
| 9.  | settembre 2019 | Challenger Series - New Haven, New Haven              | Cemento     | Marcos Giron          | 6–3, 6–3         |
| 10. | settembre 2019 | Tiburon Challenger, Tiburon                           | Cemento     | Thanasi Kokkinakis    | 7–5, 6(3)–7, 6–4 |

##### Finali perse (6)
| Legenda        |
| Challenger (3) |
| Futures (3)    |

#### Doppio

##### Vittorie (2)
| Legenda        |
| Challenger (2) |
| Futures (0)    |

| N. | Data              | Torneo                                          | Superficie  | Compagno           | Avversari in finale            | Punteggio   |
| 1. | 6 gennaio 2018    | City of Playford Tennis International, Playford | Cemento     | Mackenzie McDonald | Maverick Banes Jason Kubler    | 7–6(4), 6–4 |
| 2. | 22 settembre 2018 | Columbus Challenger, Columbus                   | Cemento (i) | Peter Polansky     | Gonzalo Escobar Roberto Quiroz | 6–3, 6–3    |

##### Finali perse (1)
| Legenda        |
| Challenger (0) |
| Futures (1)    |

## Risultati in progressione
| Sigla | Risultato               |
| ----- | ----------------------- |
| V     | Vincitore               |
| F     | Finalista               |
| SF    | Semifinalista           |
| O     | Oro olimpico            |
| A     | Argento olimpico        |
| SF    | Bronzo olimpico         |
| QF    | Quarti di Finale        |
| 4T    | Quarto turno            |
| 3T    | Terzo turno             |
| 2T    | Secondo turno           |
| 1T    | Primo turno             |
| RR    | Round Robin             |
| LQ    | Turno di qualificazione |
| A     | Assente                 |
| ND    | Non disputato           |

| Legenda superfici    |
| -------------------- |
| Cemento              |
| Terra battuta        |
| Erba                 |
| Superficie variabile |

### Singolare
| Tornei Grande Slam         |     |     |               |               |               |               |     |     |      |      |     |       |
| Australian Open, Melbourne | A   | A   | A             | Q2            | Q2            | 3T            | 2T  | 2T  | SF   | 3T   | QF  | 15–6  |
| Roland Garros, Parigi      | A   | Q2  | A             | A             | 1T            | 2T            | 2T  | 1T  | 2T   | 3T   | QF  | 9–7   |
| Wimbledon, Londra          | A   | Q1  | A             | A             | Q3            | ND            | A   | 4T  | 3T   | QF   |     | 5–2   |
| US Open, New York          | 1T  | Q1  | 1T            | A             | Q2            | 1T            | 1T  | 3T  | 4T   | 4T   |     | 8-7   |
| Vittorie–Sconfitte         | 0–1 | 0–0 | 0–1           | 0–0           | 0–1           | 3–3           | 2–3 | 6–4 | 11–4 | 11–4 | 8–2 | 41–23 |
| Giochi Olimpici            |     |     |               |               |               |               |     |     |      |      |     |       |
| Giochi Olimpici            | ND  | A   | Non disputati | Non disputati | Non disputati | Non disputati | 1T  | ND  | ND   | QF   | ND  | 3–2   |
| Vittorie–Sconfitte         | ND  | 0–0 | Non disputati | Non disputati | Non disputati | Non disputati | 0–1 | ND  | ND   | 3–1  | ND  | 3–2   |
| Statistiche carriera       |     |     |               |               |               |               |     |     |      |      |     |       |
| Ranking di fine anno       | 276 | 282 | 152           | 202           | 90            | 54            | 53  | 32  | 13   | 12   |     | N/A   |

### Doppio
| Tornei Grande Slam         |     |     |     |     |     |     |     |     |     |      |
| Australian Open, Melbourne | A   | A   | A   | A   | A   | 1T  | 2T  | A   | A   | 1–2  |
| Roland Garros, Parigi      | A   | A   | A   | A   | A   | QF  | 1T  | 3T  | A   | 5–3  |
| Wimbledon, Londra          | A   | A   | A   | A   | A   | ND  | A   | 2T  | A   | 1–1  |
| US Open, New York          | 1T  | 2T  | 1T  | A   | A   | A   | 1T  | A   | A   | 1–4  |
| Vittorie–Sconfitte         | 0–1 | 1–1 | 0–1 | 0–0 | 0–0 | 3–2 | 1–3 | 3–2 | 0–0 | 8–10 |

## Vittorie contro giocatori top 10
| Stagione | 2020 | 2021 | 2022 | 2023 | 2024 | 2025 | Totale |
| Vittorie | 1    | 1    | 4    | 2    | 4    | 1    | 13     |

| #    | Giocatore            | Rank | Evento                              | Superficie  | Turno | Punteggio           |
| ---- | -------------------- | ---- | ----------------------------------- | ----------- | ----- | ------------------- |
| 2020 |                      |      |                                     |             |       |                     |
| 1.   | Alexander Zverev     | 7    | Abierto Mexicano de Tenis, Acapulco | Cemento     | 2T    | 6–3, 6–4            |
| 2021 |                      |      |                                     |             |       |                     |
| 2.   | Andrej Rublëv        | 5    | Indian Wells Open, Indian Wells     | Cemento     | 3T    | 6–4, 3–6, 7–5       |
| 2022 |                      |      |                                     |             |       |                     |
| 3.   | Matteo Berrettini    | 6    | Abierto Mexicano de Tenis, Acapulco | Cemento     | 1T    | 4–6, 5–1, rit.      |
| 4.   | Alexander Zverev (2) | 3    | Indian Wells Open, Indian Wells     | Cemento     | 2T    | 6–2, 4–6, 7–6(2)    |
| 5.   | Carlos Alcaraz       | 4    | Canadian Open, Montréal             | Cemento     | 2T    | 6(4)–7, 7–6(7), 6–3 |
| 6.   | Rafael Nadal         | 2    | Paris Masters, Parigi               | Cemento (i) | 2T    | 3–6, 7–6(4), 6–1    |
| 2023 |                      |      |                                     |             |       |                     |
| 7.   | Taylor Fritz         | 5    | Abierto Mexicano de Tenis, Acapulco | Cemento     | SF    | 6–3, 6(2)–7, 7–6(2) |
| 8.   | Carlos Alcaraz (2)   | 1    | Canadian Open, Toronto              | Cemento     | QF    | 6–3, 4–6, 6–3       |
| 2024 |                      |      |                                     |             |       |                     |
| 9.   | Casper Ruud          | 9    | Indian Wells Open, Indian Wells     | Cemento     | QF    | 6–2, 1–6, 6–3       |
| 10.  | Daniil Medvedev      | 4    | Internazionali d'Italia, Roma       | Terra rossa | 4T    | 6–1, 6–4            |
| 11.  | Hubert Hurkacz       | 7    | Internazionali d'Italia, Roma       | Terra rossa | QF    | 7–5, 3–6, 6–3       |
| 12.  | Grigor Dimitrov      | 10   | Stockholm Open, Stoccolma           | Cemento(i)  | F     | 6–4, 6–3            |
| 2025 |                      |      |                                     |             |       |                     |
| 13.  | Alex de Minaur       | 8    | Internazionali d'Italia, Roma       | Terra rossa | 4T    | 7–5, 6–3            |